# Maison de Polignac
Pour les articles homonymes, voir Polignac et Chalençon.
La Deuxième Maison de Polignac, anciennement de Chalencon, est une famille subsistante de la noblesse française, d'extraction féodale, originaire du Velay (Haute-Loire) au XIIe siècle. Une de ses branches, la seconde a accédé en 1949 au trône de Monaco, sous le nom de Grimaldi, pendant que la branche ainée a été faite duc de Polignac en 1780 par le roi Louis XVI.
Cette famille a hérité du nom de la Première Maison de Polignac, anciennement de Velay, qui a subsisté du Xe au XIVe siècle.

## Origine

### Première Maison de Polignac
La première maison de Polignac est une très ancienne famille remontant aux vicomtes du/en Velay et de Brioude (donc vicomtes en Auvergne). Elle s'est vu confier dès la fin du IXe siècle la charge vicomtale sur le Velay par les comtes d'Auvergne, probablement en réaction à la nomination par le roi de Norbert (évêque en c. 880-c. 915) à la tête du diocèse du Puy.
Le château de Polignac se trouve à 5 km environ au nord-ouest de la ville du Puy-en-Velay (Haute-Loire). Éteint en 1385, son nom fut relevé à la suite du mariage, en 1349, de Guillaume de Chalençon avec sa dernière représentante, Valpurge de Polignac.

### Famille de Chalencon devenue deuxième Maison de Polignac
La maison de Chalencon est une famille féodale originaire du Velay (Chalencon), attestée dès 1179 en la personne de Bertrand de Chalencon. Selon Régis Valette, sa filiation est suivie depuis 1205[réf. incomplète]. Sa branche aînée prit le nom de Polignac après 1349, devenant ainsi la seconde maison de Polignac.
La maison de Polignac a été reçue douze fois aux honneurs de la Cour au XVIIIe siècle, sur preuves remontant à 1205. Ces preuves furent alors collationnées par le généalogiste Bernard Chérin, réputé pour sa rigueur, selon lequel la maison de Chalencon, « connue dès le XIe siècle [...] porte les caractères de la haute noblesse ».

## Personnalités

### Première maison de Polignac
- Étienne de Polignac, évêque de Clermont (1050-1073) et du Puy (1073-1077, déposé et déclaré anathème) ;
- Héracle II de Polignac (1075-1098), militaire français, mort au siège d'Antioche ;
- Pons IV de Polignac, participe à la croisade des Albigeois dès 1209, aux côtés de Bertrand de Chalencon ;
- Armand de Polignac, mort en 1257, évêque du Puy depuis 1253.

### Deuxième maison de Polignac, anciennement de Chalencon
- Guillaume de Chalencon Polignac, mort en 1443, évêque du Puy depuis 1418 ;
- Bertrand de Chalencon Polignac, mort en octobre 1501, évêque de Rodez ;
- Bertrand de Polignac, mort en novembre 1501, évêque de Rodez après le précédent, son oncle ;
- Melchior de Polignac (1661-1741), cardinal, archevêque d'Auch, membre de l'Académie Française, diplomate et poète ;
- Camille de Polignac (1745-1821), évêque de Meaux de 1779 à 1790 ;
- Louis Melchior Armand de Polignac, maréchal de camp en 1758, premier écuyer du comte d'Artois, ambassadeur de France en Suisse en 1781.
- Diane Louise Augustine de Polignac (1742 - ca 1817)
- Armand Jules François de Polignac (1746-1817), marquis de Mancini, maréchal de camp, aide de camp et premier écuyer du roi, créé duc héréditaire par brevet du 20 septembre 1780, duc et pair héréditaire en novembre 1783, confirmé le 31 août 1817. Marié en 1767 avec Gabrielle de Polastron, favorite de la reine Marie-Antoinette[17].
- Aglaé de Polignac (1768-1803), fille des précédents, duchesse de Gramont ;
- Armand de Polignac (1771-1847), deuxième duc de Polignac ;
- Jules de Polignac (1780-1847) , 3e duc de Polignac et frère du précédent, président du Conseil des ministres de 1829 à 1830, sous la Restauration.
- Alphonse de Polignac (1826-1863), mathématicien, l'un des fils du précédent ;
- Camille de Polignac (1832-1913), général sudiste pendant la guerre de Sécession ;
- Edmond de Polignac (1834-1901), compositeur de musique, époux de Winaretta Singer, dite Winnie, mécène. Sans enfant, elle crée la Fondation Singer-Polignac ;
- Armande de Polignac (1876-1962), comtesse Alfred de Chabannes, compositrice de musique ;
- Melchior de Polignac (1880-1950), membre du comité International Olympique, initiateur des Jeux olympiques d'hiver, président du conseil d'administration de la Maison de champagne Pommery ;
- François de Polignac (1887-1981), conseiller-général et député du Maine et Loire ;
- Ghislaine de Polignac, née Brinquant (1918-2011), styliste française ;
- Melchior Louis Marie Dalmas de Polignac, dit Louis Dalmas (1920-2014), résistant pendant la seconde guerre mondiale, militant politique, écrivain, journaliste ;

### Sur le trône de Monaco
Une des branches cadettes de la famille a accédé en 1949 au trône de Monaco, sous le nom de maison Grimaldi, en la personne du prince souverain Rainier III (1923-2005), fils du comte Pierre de Polignac (1895-1964) et de Charlotte de Monaco (1898-1977), fille naturelle du prince souverain Louis II de Monaco (1870-1949), issu de la famille de Goüyon.
La maison de Polignac conserve le trône monégasque en la personne du prince souverain Albert II de Monaco (né en 1958), fils de Rainier III.

## Lien de parenté entre le chef de famille (duc de Polignac) et le prince de Monaco
| Jules, 1er duc de Polignac (1745-1817) émigre en 1789, décédé à Saint-Pétersbourg │ | | | |
| | | | |
| │ Jules, 3e duc de Polignac (1780-1847) président du conseil des ministres │ Armand, 4e duc de Polignac (1817-1890) │ Héracle, 5e duc de Polignac (1843-1917) │ Armand, 6e duc de Polignac (1872-1961) │ Jean-Héracle, 7e duc de Polignac (1914-1999) │ Armand-Charles, 8e et actuel duc de Polignac (7 octobre 1946) | │ Jules, 3e duc de Polignac (1780-1847) président du conseil des ministres │ Armand, 4e duc de Polignac (1817-1890) │ Héracle, 5e duc de Polignac (1843-1917) │ Armand, 6e duc de Polignac (1872-1961) │ Jean-Héracle, 7e duc de Polignac (1914-1999) │ Armand-Charles, 8e et actuel duc de Polignac (7 octobre 1946) | │ Melchior de Polignac (1781-1855) │ Charles de Polignac (1824-1881) │ Maxence de Polignac (1857-1936) │ Pierre de Polignac (1895-1964) │ Rainier III (1923-2005) prince de Monaco │ Albert II (1958-) prince de Monaco | │ Melchior de Polignac (1781-1855) │ Charles de Polignac (1824-1881) │ Maxence de Polignac (1857-1936) │ Pierre de Polignac (1895-1964) │ Rainier III (1923-2005) prince de Monaco │ Albert II (1958-) prince de Monaco |

## Situation contemporaine
La maison de Polignac a été admise à l'ANF en 1936.

## Titres
- Jules de Polignac (1746-1817) fut créé duc héréditaire par Louis XVI le 20 septembre 1780.
- La maison de Polignac a obtenu le titre de prince romain par bref pontifical de 1820[9] avec autorisation de porter ce titre en France, par ordonnance du 30 juillet 1822, et confirmé dans ce titre de prince, avec transmission en ligne masculine et féminine, par diplôme du roi de Bavière du 17 août 1838[19].

## Armoiries
- Fascé d'argent et de gueules de six pièces.[9] (armes Polignac reprises par les Chalencon)

## Principales demeures
- Château de Polignac (Haute-Loire)
- Château de Lavoûte-Polignac
- Château de Mercastel (Villers-Vermont) (jusqu'en 1970)
- Château de Kerbastic
- Château de la Jumellière
- Hôtel de Crillon (jusqu'en 1906)